# Carmine (Vorname)
Carmine ist ein männlicher Vorname.

## Herkunft und Bedeutung
Carmine ist eine italienische männliche Form des weiblichen Vornamens Carmen. Eine weitere männliche italienische Form zu Carmen ist Carmelo.

## Namensträger
- Carmine Abate (* 1954), italienischer Schriftsteller
- Carmine Abbagnale (* 1962), italienischer Ruderer
- Carmine Amoroso (* 1959), italienischer Drehbuchautor und Filmregisseur
- Carmine Appice (* 1946), US-amerikanischer Rockmusiker
- Carmine Gino Chiellino (* 1946), italienischer Dichter und Literaturwissenschaftler
- Carmine Coppola (1910–1991), US-amerikanischer Musiker und Komponist
- Carmine Coppola (Fußballspieler) (* 1979), italienischer Fußballspieler
- Carmine Crocco (1830–1905), italienischer Brigant
- Carmine „Charley Wagons“ Fatico (1910–1991), Caporegime in der New Yorker Verbrecherfamilie Gambino
- Carmine Fornari (* 1951), italienischer Filmregisseur und Drehbuchautor
- Carmine Galante (1910–1979), US-amerikanischer Mobster; Oberhaupt der Bonanno-Familie
- Carmine Galanti (1821–1891) – italienischer Theologe, Danteforscher und Schriftsteller
- Carmine Gallone (1886–1973), italienischer Filmregisseur
- Carmine Giovinazzo (* 1973), US-amerikanischer Schauspieler
- Carmine Macaluso (* 1954), Präsident der Christlichen Arbeiterbewegung Italiens (ACLI) in Deutschland
- Carmine Nigro (1910–2001), US-amerikanischer Schachlehrer
- Carmine „Mino“ Raiola (1967–2022), italienischer, im Fußball tätiger, Spielervermittler
- Carmine Tommasone (* 1984), italienischer Profiboxer im Federgewicht
- Carmine Tramunti (1910–1978), US-amerikanischer Mobster; Oberhaupt der Lucchese-Familie